# Il viaggiatore del giorno dei Morti
Il viaggiatore del giorno dei Morti (Le voyageur de la Toussaint) è un romanzo di Georges Simenon, scritto nel febbraio 1941, quando l'autore abitava a Fontenay-le-Comte e pubblicato lo stesso anno da Gallimard. In italiano uscì nel 1963 col titolo La cassaforte dei Mauvoisine, ritradotto, nel 1999 dalla casa editrice Adelphi.
Dal romanzo, come accaduto per numerose altre opere dell'autore belga, fu tratto il film Il viaggiatore d'Ognissanti (1943), con la sceneggiatura di Marcel Aymé e la regia di Louis Daquin, in cui hanno recitato, tra gli altri, Assia Noris e Serge Reggiani, ai suoi primi impegni cinematografici, e tra le comparse una giovane Simone Signoret.
Lo stesso romanzo fu adattato dal regista Herbert Wise in un film per la televisione intitolato The Traveller (1966, parte della serie Thirteen Against Fate). Col titolo originale di Le Voyageur de la Toussaint il romanzo è stato ripreso in un telefilm francese realizzato da Philippe Laïk nel 2005.

## Trama
Il protagonista del romanzo è Gilles Mauvoisin, un giovane che rimasto orfano dei genitori, circensi girovaghi, ritorna il giorno dei Morti a La Rochelle, paese natale dei suoi, dove ancora vivono la zia materna e il fratello del padre Octave Mauvoisin. È uno strano personaggio questo giovane, abbigliato con un lungo cappotto nero che gli arriva sino ai piedi e un curioso berretto di lontra, che si aggira disorientato nelle nebbie del porto. La sua indigenza ha trovato soccorso per il viaggio nel passaggio clandestino di un cargo partito dalla Norvegia e, appena sbarcato, nella ospitalità di una materna ostessa, Jaja, che lo accoglie nel suo bistrot.
Ben presto Gilles viene a sapere di essere l'erede universale dello zio Octave, morto poco tempo prima del suo arrivo, che, enormemente ricco, teneva in pugno gli esponenti più facoltosi ed influenti della città con dei documenti compromettenti conservati in una cassaforte di cui ha lasciato la chiave ma non la combinazione. Il giovane erede andrà dunque ad abitare nel palazzo dello zio dove, secondo le disposizioni testamentarie, continuerà a vivere Colette, la giovane vedova del defunto il quale, nonostante fosse a conoscenza del suo tradimento con il medico del luogo, ha voluto che rimanesse con lui nella stessa casa. Colette, povera di condizione, ha accettato anche per poter continuare a mantenere la vecchia madre bisognosa di cure accontendosi di visitare clandestinamente il medico esposto alla gelosia della moglie disabile.
Dall'iniziale calorosa accoglienza dai maggiorenti della città Gilles se li ritrova poi ostili nel momento in cui decide di interessarsi personalmente del patrimonio ereditato con una gestione meno cinica e crudele come quella che aveva condotto lo zio in vita. Octave Mauvoisin è stato infatti un uomo interessato solo ad arricchirsi senza scrupoli, odiato da tutti soprattutto dai suoi concorrenti che, non diversi da lui, «pecore diventate lupi», hanno formato una sorta di alleanza di interessi in quello che in città chiamano con timore reverenziale il "Sindacato".
Gilles, che pur avrebbe continuato volentieri la vita girovaga e senza responsabilità dei genitori, a cui ripensa spesso con nostalgia, accetterà la nuova condizione in cui è stato catapultato dagli eventi: si sposerà con una giovane popolana, spontanea e istintiva, a cui si è unito per una certa attrazione fisica, e tenterà d'inserirsi nella vita provinciale della città cercando di non farsi sopraffare dalla grettezza dei ricchi borghesi e dai loro tentativi di controllarlo e renderlo docile ai loro interessi.
La morte improvvisa della moglie del medico, amante di Colette, fa nascere indizi di uxoricidio su di lui confermati dalla scoperta di tracce d'arsenico nel corpo della morta. I dubbi su una morte per avvelenamento d'arsenico si allargano anche a quella di Octave Mauvoisin. La convalida dei sospetti porterà all'arresto anche di Colette che Gilles invece, che se ne sta innamorando, crede fermamente innocente.
Un'indagine, condotta per certi aspetti secondo lo stile del commissario Maigret, il più noto personaggio letterario di Simenon già comparso sulla scena letteraria nel 1931, farà scoprire a Gilles che l'animo di certi uomini, come quello di suo zio, nasconde aspetti misteriosi e del tutto inaspettati da cui verrà la soluzione del dramma che coinvolge Gilles e Colette.

## Edizioni italiane
- La cassaforte dei Mauvoisin, trad. di Elena Cantini, Collana L'altro Simenon n.5, Milano, Arnoldo Mondadori Editore, 1963.
- Il viaggiatore del giorno dei Morti, trad. di Laura Frausin Guarino, Collana Biblioteca Adelphi n.376, Milano, Adelphi, 1999, ISBN 88-45-91-464-X; Collana gli Adelphi, 2020, ISBN 978-88-459-3502-2.
- ed. sonora letta da Francesca Giazzi, Feltre: Centro Internazionale del Libro parlato, 2005.